# Presqu'île de Sainte-Anne
La Presqu'île de Sainte-Anne est une presqu'île formant l'extrémité sud-est de la Martinique. 

## Géographie
Il s'agit d'une région aride et particulièrement ensoleillée. Très touristiques, les deux communes qui l'occupent, Le Marin et Sainte-Anne, sont les seules à présenter à la fois une façade caraïbe et une façade atlantique. 
Les plages de la presqu'île sont réputées.

## Liens externes

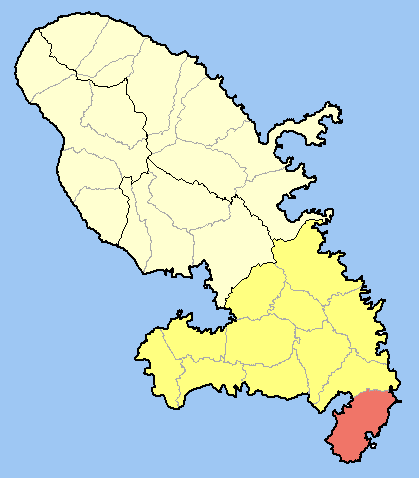
Localisation (en rouge) de la Presqu'île de Sainte-Anne sur une carte de la Martinique.